# شبكة التعلم النشط للمساءلة والأداء في العمل الإنساني
شبكة التعلم النشط للمساءلة والأداء ALNAP هي شبكة متعددة القطاعات في النظام الإنساني الدولي تتكون من منظمات إنسانية دولية رئيسية وخبراء. أنشئت في عام 1997 عقب التقييم الذي قامت به عدد من الوكالات لمدى لاستجابة الإنسانية للإبادة الجماعية في رواندا ، توفر الشبكة للقطاع الإنساني منتدى لمعالجة قضايا المساءلة والتعلم، بالإضافة إلى إنتاج البحوث والتحليلات للتحديات المشتركة التي تواجه القطاع الإنساني.
يتم استضافة سكرتارية الشبكة من قبل معهد التنمية الخارجية في لندن.

## الأعضاء
يشمل أعضاء الشبكة كاملو العضوية وكالات وأفراد من خمس فئات رئيسية تشكل القطاع الإنساني الدولي:
١- الجهات المانحة- الوكالة الإسبانية للتعاون الدولي من أجل التنمية ؛ المعونة الأسترالية ؛ الوكالة الكندية للتنمية الدولية ؛ دانيدا. وزارة التنمية الدولية البريطانية . مكتب المساعدات الإنسانية للجماعة الأوروبية ؛ المعونة الأيرلندية جايكا ؛ وزارة الخارجية، ألمانيا ؛ وزارة الخارجية، هولندا ؛ الوكالة النيوزلندبة للتنمية الدولية؛ الوكالة النرويجية للتعاون الإنمائي ؛ الوكالة السويدية للتعاون الإنمائي الدولي ؛ الوكالة السويسرية للتنمية والتعاون ؛ الوكالة الأمريكية للتنمية الدولية
٢- وكالات الأمم المتحدة- الفاو ؛ أوتشا ؛ اليونيسف . برنامج الأمم المتحدة الإنمائي ؛ مفوضية الأمم المتحدة لشؤون اللاجئين ؛ منظمة الصحة العالمية ؛ برنامج الأغذية العالمي
٣- حركة الصليب الأحمر والهلال الأحمر الصليب الأحمر البريطاني ؛ اللجنة الدولية للصليب الأحمر ؛ الاتحاد الدولي لجمعيات الصليب الأحمر والهلال الأحمر
٤- المنظمات غير الحكومية الدولية والوطنية - العمل ضد الجوع ؛ العمل الإنساني في أفريقيا ؛ معهد التخفيف من الكوارث لعموم الهند ؛ كافود . كير (وكالة إغاثة) ؛ خدمات الإغاثة الكاثوليكية ؛ المعونة المسيحية دارا (منظمة دولية) ؛ المجلس الدنماركي للاجئين ؛ لجنة طوارئ الكوارث . تركيز المساعدة الإنسانية ؛ اليد العالمية شراكة المساءلة الإنسانية ؛ ICVA. لجنة الإنقاذ الدولية ؛ رحمة ماليزيا ؛ منظمة أطباء بلا حدود هولندا ؛ مجلس اللاجئين النرويجي ؛ المكتب الأفريقي للتنمية والتعاون. أوكسفام . People In Aid ؛ أنقذوا الأطفال ؛ مشروع اسفير اللجنة التوجيهية للاستجابة الإنسانية؛ تيرفند . Voice؛ الرؤية العالمية
٥- المؤسسات الأكاديمية والمؤسسات البحثية والمستشارون المستقلون- DARA ؛ Glemminge Development Research AB؛ Groupe URD؛ IECAH ؛ برنامج المستقبل الإنساني ؛ جامعة أكسفورد بروكس معهد التنمية الخارجية ؛ جامعة تافتس
أعضاء مراقبي الشبكة هم أفراد لديهم اهتمام كبير بقضايا الأداء الإنساني، ويرغبون في مواكبة أنشطة وفعاليات الشبكة.

## مجالات النشاط والموارد
حالة النظام الإنساني
القيادة الإنسانية
التقييم الإنساني مجتمع ممارسة التقييم الإنساني
جودة واستخدام الأدلة في العمل الإنساني
آليات ردود الفعل الإنسانية الفعالة
الاستجابة الحضرية الاستجابة الحضرية جماعة الممارسة
بوابة سوريا للتقييم من أجل المساءلة المنسقة وتعلم الدروس (CALL)
جميع منشورات الشبكة
بوابة التقييم والتعلم الإنساني (HELP) ، المعروفة سابقًا باسم قاعدة بيانات التقارير التقييمية (ERD) ، وهي عبارة عن تجمع معرفي للقطاع الإنساني يضم أكثر من 7000 مدخل يركز على تقييم البرامج الإنسانية وأيضًا الموضوعات الأخرى المتعلقة بتحسين فعالية العمل الإنساني
مدونة ALNAP

## أنشطة سابقة
كان ائتلاف تقييم تسونامي (TEC)  مبادرة فريدة للتعلم والمساءلة تأسس في فبراير 2005 لإجراء تقييمات مشتركة للاستجابة للزلزال الآسيوي وموجات المد في 26 ديسمبر 2004. استضافت الشبكة اللجنة التنفيذية للتكنولوجيا وكانت سكرتارية الشبكة مسؤولة عن إدارة العمليات اليومية للمشروع.
في يوليو 2011 ، شاركت الشبكة في خطوة لتعزيز تعاونها مع ثلاث مبادرات أخرى للجودة والمساءلة في مراجعة فعاليتها وتأثيرها. المنظمات الأخرى المشاركة هي مشروع أسفير، شراكة المساءلة الإنسانية (HAP) الدولية، ومنظمة People In Aid .

## روابط خارجية
- ALNAP
- بوابة التعلم والمساءلة الإنسانية (HELP)
- بوابة الاستجابة الحضرية
- بوابة سوريا للتقييم من أجل المساءلة المنسقة وتعلم الدروس (CALL)